# Йоласвейнары
Йоласвейнары (исл. jólasveinarnir или jólasveinar) или Йольские Парни — персонажи исландского фольклора, которые в современную эпоху стали местной исландской версией Санта-Клауса. Их число менялось на протяжении веков, в настоящее время предполагается, что Йоласвейнаров — 13.

## Происхождение образа
В Исландии XVII столетия появляются первые сведения о внешнем облике, характере Йоласвейнаров и их количестве, но они значительно разнятся, в зависимости от места, где был услышан рассказ, так что Йоласвейнаров могли описывать и как озорных шутников, и как воришек, и как смертоносных чудовищ, поедающих детей.
В стихотворении «Старая тула о детях Грилы» (Gömul þula um Grýlubörn) говорится, что Йоласвейнаров было 20, но двое самых младших близняшек умерли ещё в колыбели. Всего записано около 80 имён братьев и даже сестёр. Матерью их считали великаншу-людоедку Грилу, которая похищала непослушных и капризных детей, а отцом — лежебоку Леппалуди (Leppalúði). Согласно фольклорным данным, Йоласвейнары или Йольские Парни живут в одной пещере с отцом, матерью и огромным чёрным Йольским Котом, который ходит по городам и весям вместе с Йоласвейнарами и съедает тех лентяев, кто не обзавёлся шерстяной обновкой к Святкам. Йоласвейнары обычно приходят со стороны гор, хотя в отдельных местностях могут явиться со стороны моря.
В 1932 году в книге «Йоль приближается» («Йоль идёт», Jólin Koma) исландский поэт Йоуханнес из Катлара (Jóhannes úr Kötlum) опубликовал стихотворение «Jólasveinarnir». Йоуханнес обратился к сказочным образам Рождества из исландского фольклора и, благодаря своей популярности, «официально» утвердил Йоласвейнаров в количестве тринадцати персонажей. Все они имеют описательные имена, которые передают их образ действия. В XX веке они стали особенно популярны как дарители небольших рождественских подарков в течение 13 дней предшествующих Сочельнику, послушным детям эти подарки клались в башмаки, выставляемые на подоконники, для башмаков непослушных детей припасались камень, кусок угля или картофелина.
В наше время Йоласвейнары иногда изображаются в традиционном костюме Санта-Клауса, но обычно — в позднесредневековой исландской одежде.

## Перечисление Йоласвейнаров
Считается, что Йольские Парни поочерёдно «прибывают в город» на протяжении 13 ночей перед наступлением Рождества, и остаются в нём каждый без малого на две недели (13 дней), после чего уходят восвояси один за другим. Наиболее известный список имён был опубликован в 1862 году собирателем фольклора Йоном Арнасоном (Jón Árnason):
| Исландское имя               | Русский перевод       | Характеристика | День прибытия | День отбытия |
| ---------------------------- | --------------------- | --- | ------------- | ------------ |
| Stekkjastaur (Стеккьярстёйр) | Жердина-из-Овчарни    | Изводит овец. Неуклюж, так как вместо ног у него деревянные протезы.                                                                        | 12 декабря    | 25 декабря   |
| Giljagaur (Гильягёйр)        | Канавный Остолоп      | Прячется во рвах и канавах, ожидая возможности забраться в хлев и стащить молоко.                                                           | 13 декабря    | 26 декабря   |
| Stúfur (Стувюр)              | Обрубок               | Очень низкорослый. Крадёт тарелки, чтобы съесть оставленный в них зачерствевший хлеб.                                                       | 14 декабря    | 27 декабря   |
| Þvörusleikir (Твёруслейкир)  | Ложколиз              | Похищает Þvörur (тип деревянных ложек с длинными ручками), чтобы их облизать. Из-за недоедания очень худой.                                 | 15 декабря    | 28 декабря   |
| Pottasleikir (Поттаслейкир)  | Горшколиз             | Подчищает остатки пищи из горшков и кастрюль.                                                                                               | 16 декабря    | 29 декабря   |
| Askasleikir (Аскаслейкир)    | Мисколиз              | Скрывается под кроватями, ожидая пока кто-нибудь опустит вниз askur (посуда с крышкой, используемая вместо миски), которую он затем крадёт. | 17 декабря    | 30 декабря   |
| Hurðaskellir (Хюрдаскеллир)  | Дверехлопальщик       | Любит хлопнуть дверью, особенно в ночное время.                                                                                             | 18 декабря    | 31 декабря   |
| Skyrgámur (Скиргаумюр)       | Скирный Обжора        | Любитель полакомиться скиром (разновидность простокваши).                                                                                   | 19 декабря    | 1 января     |
| Bjúgnakrækir (Бьюгнакрайкир) | Колбасохват           | Может спрятаться в стропилах коптильни и срывать оттуда коптящиеся колбасы.                                                                 | 20 декабря    | 2 января     |
| Gluggagægir (Глюггагайир)    | Подглядывающий-в-Окна | Любитель подсматривать в окна в поисках вещей, которые можно украсть.                                                                       | 21 декабря    | 3 января     |
| Gáttaþefur (Гауттатевюр)     | Дверевынюхиватель     | Имеет необычайно большой нос и острое обоняние, которое он использует, чтобы найти laufabrauð (рождественский хлеб особой выпечки).         | 22 декабря    | 4 января     |
| Ketkrókur (Кеткроукюр)       | Мясной Крюк           | Использует крюк для кражи мяса. | 23 декабря    | 5 января     |
| Kertasníkir (Кертасникир)    | Свечной Попрошайка    | Следует за детьми, чтобы украсть их рождественские свечи (которые раньше делались из сала и, следовательно, были съедобными).               | 24 декабря    | 6 января     |